# イェール大学

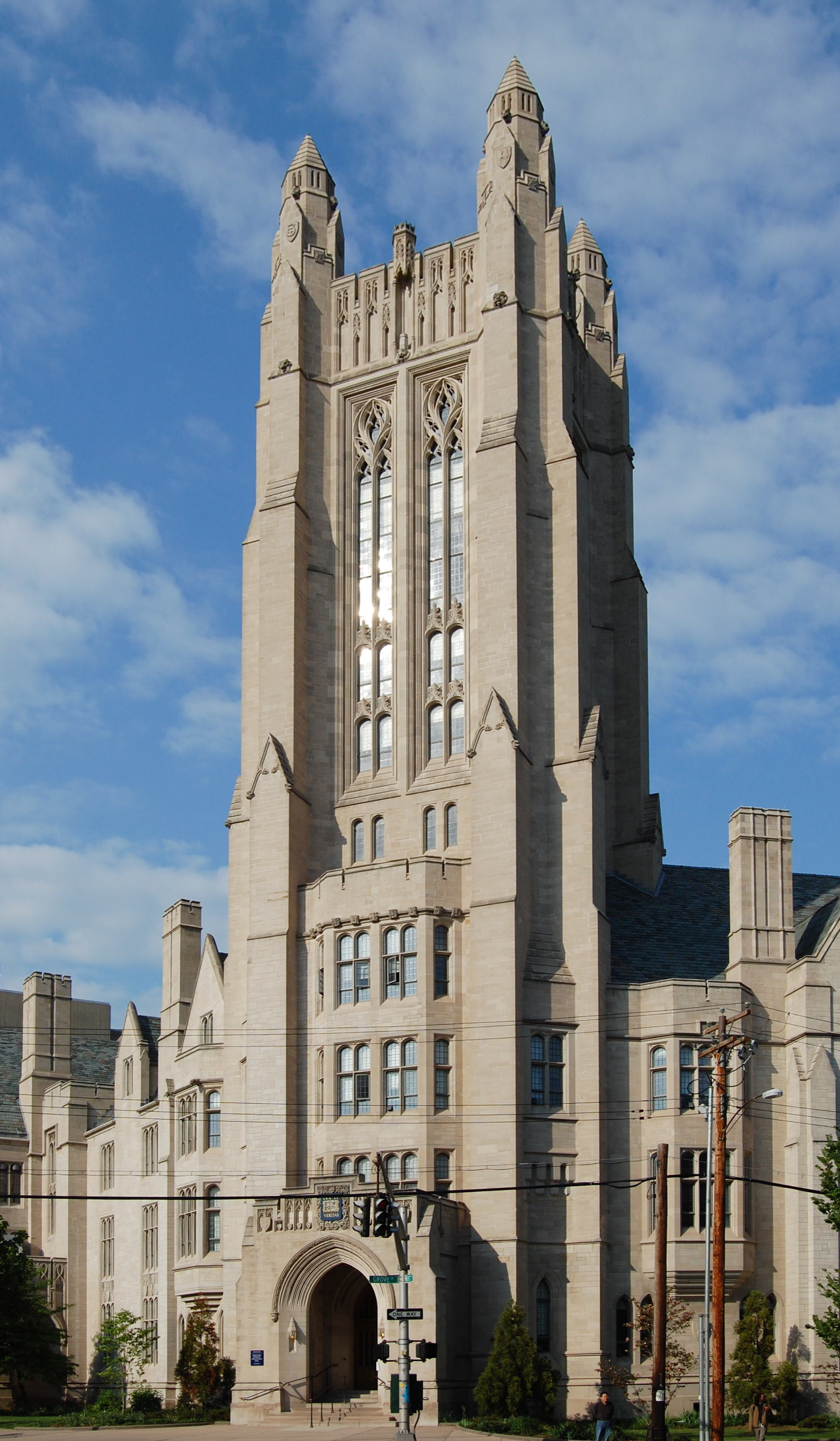

イェール大学（イェールだいがく、英語: Yale University、略称YU）は、コネチカット州ニューヘイブンに本部を置くアメリカ合衆国の私立大学である。1701年創設。

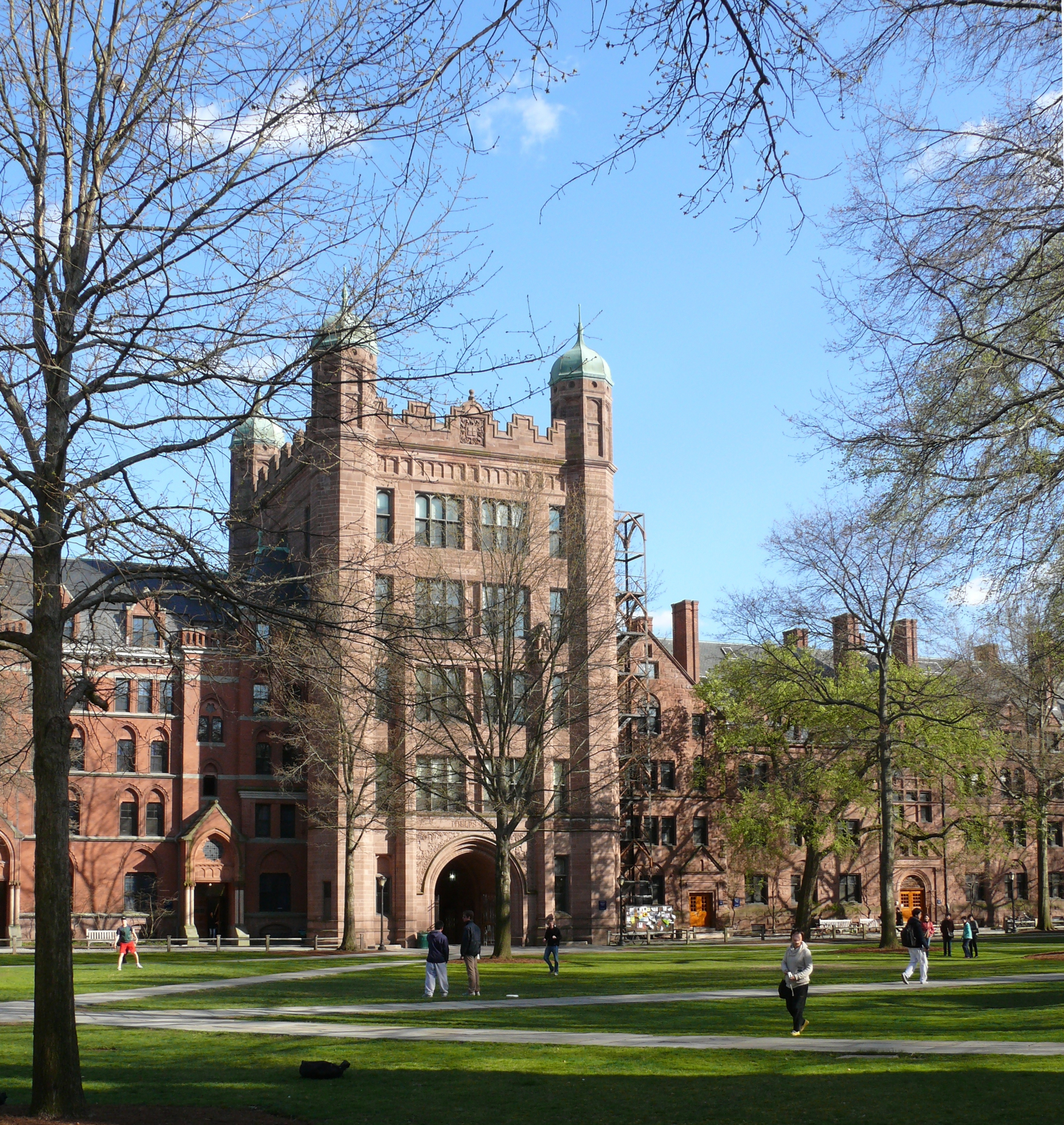
Yale Old Campus

アメリカ東部の名門大学群アイビー・リーグの一角を占め、校風は格式と伝統を重んじ保守的と言われる。校名は建学初期の献金者の名前にちなむ。
各種大学ランキングではつねに最上位を占めるが、とくにロースクールやビジネススクールは米国の政財界へ多くの卒業生を送りこんでおり、5人の大統領、19人の米国最高裁判所判事、500人以上の米国議会議員を輩出した。また卒業生・教員に62人のノーベル賞受賞者、5人のフィールズ賞受賞者がいる。
学生数は学部、大学院合わせて約11,500人。2023年時点の大学基金の額は410億ドル（約6兆4000億円）に達し、ハーバードに次いで全米最大規模である。
2024年時点の学部合格率は3.7％と全米最難関のグループに属しており、1年間の学費（教材費・生活費など含まず）は約8万7150ドル（約1千3百万円）と発表されている。
日本では「イエール大学」「エール大学」などと表記されることもある。

## 歴史
イェール大学は植民地時代の創立で、アメリカ合衆国で植民地議会に認可を受けた大学としては、ハーバード大学、ウィリアム・アンド・メアリー大学に次いで3番目に長い歴史を持つ。
1701年にコネチカット植民地議会（General Court）によってコネチカットの Collegiate School として設立が承認された。創立当初の短い期間は、ボストンとニューヨークの間に位置するコネティカット州キリングワースとオールド・セイブルック にあったが、1718年に約40kmほどニューヨーク寄りのニューヘイブンに移り今日に至る。同市はニューヨークから北東へ110kmほどに位置している。同市が面している海は、実際にはロングアイランドとの海峡であり、大西洋には直接面していない。大学は町の中心部にあり、この町の住民にとって最大の職場となっている。
創設当初の名称はThe Collegiate Schoolであったが、東インド会社総督だった篤志家エライヒュー・イェールに因み、1718年に現在の名称へと変更された。その後、20世紀初頭にシェフィールド理科学校を併合した。
モットーは"Lux et Veritas"（ラテン語「光と真実」) である。アメリカで最初に設立されたハーバード大学では単にVeritas（「真実」）であったが、ハーバードの世俗化を批判して創設されたイェールではこれにLux（「光」）を付け加えた。
1969年になって初めて女性が学部に受け入れられるようになった。
1993年からアイビー・リーグ史上最も長く学長を務めていたリチャード・レビンは、2013年に退任。後を継いだ心理学者ピーター・サロヴェイ（英語版）が2024年5月まで学長をつとめ、同年6月から美術史学科教授のモーリー・マッキニス（英語版）がその後任として就任している。
2025年7月8日にはロシア最高検察庁がイェール大学を「好ましからざる団体」に指定したため、ロシア連邦内の活動禁止・イェール大に「協力」したと見做された個人や団体はロシア国内で訴追の対象となった。この指定には、かねてからプーチン体制を批判し続け2024年2月に獄中死したロシア反体制派の指導者であるアレクセイ・ナワリヌイの研修先が同大であったことを当局が問題視したことが原因とされる。

## 組織
- イェール・カレッジ（Yale College） - 学部教育
- イェール文理大学院（Yale Graduate School of Arts and Sciences)  - 1847年に、北米最古の学術大学院として創設され、1861年に、北米の大学としては初の博士号（Ph.D.）を授与した。現在、約2,300人の大学院生が在籍しており、その3分の1が、外国人大学院生である。博士号（Ph.D.）及び修士号（M.Phil.、M.A.、M.S.）を授与している。
- 専門職大学院 - 設立順に医、神、法、美術、音楽、林学・環境学、公衆衛生、看護、演劇、建築、経営、国際関係。
  - イェール医学校（Yale School of Medicine）
  - イェール工学・応用科学大学院（Yale School of Engineering & Applied Science）
  - イェール神学校（Yale Divinity School）
  - イェール・ロー・スクール（Yale Law School）
  - イェール美術学校（Yale School of Art）
  - イェール音楽院（Yale School of Music）
  - イェール林学・環境学大学院（Yale School of Forestry & Environmental Studies） - 1901年に、林学大学院として設立され、1972年に、現在の校名になった。林学修士（M.F.）、森林科学修士（M.F.S.）、環境科学修士（M.E.Sc.）、環境経営学修士（M.E.M.）を授与している。
  - イェール公衆衛生大学院（Yale School of Public Health）
  - イェール看護大学院（Yale School of Nursing）
  - デイヴィッド・ゲフィン演劇学校（David Geffen School of Drama ） - 1924年に、演劇学部が設立され、1955年に演劇大学院として独立した。美術学修士（Master of Fine Arts）、美術学博士（Doctor of Fine Arts）を授与しているほか、修了証（Certificate）を授与している。イェール・レパートリー・シアターなどで学生による演劇が行われている。
  - イェール建築学校（Yale School of Architecture）
  - イェール経営大学院（Yale School of Management）
  - イェールジャクソン国際関係大学院（Yale Jackson School of Global Affairs）- 2010年に設立されたジャクソン国際関係研究所が、2022年に専門職大学院に移行した。

## 特徴

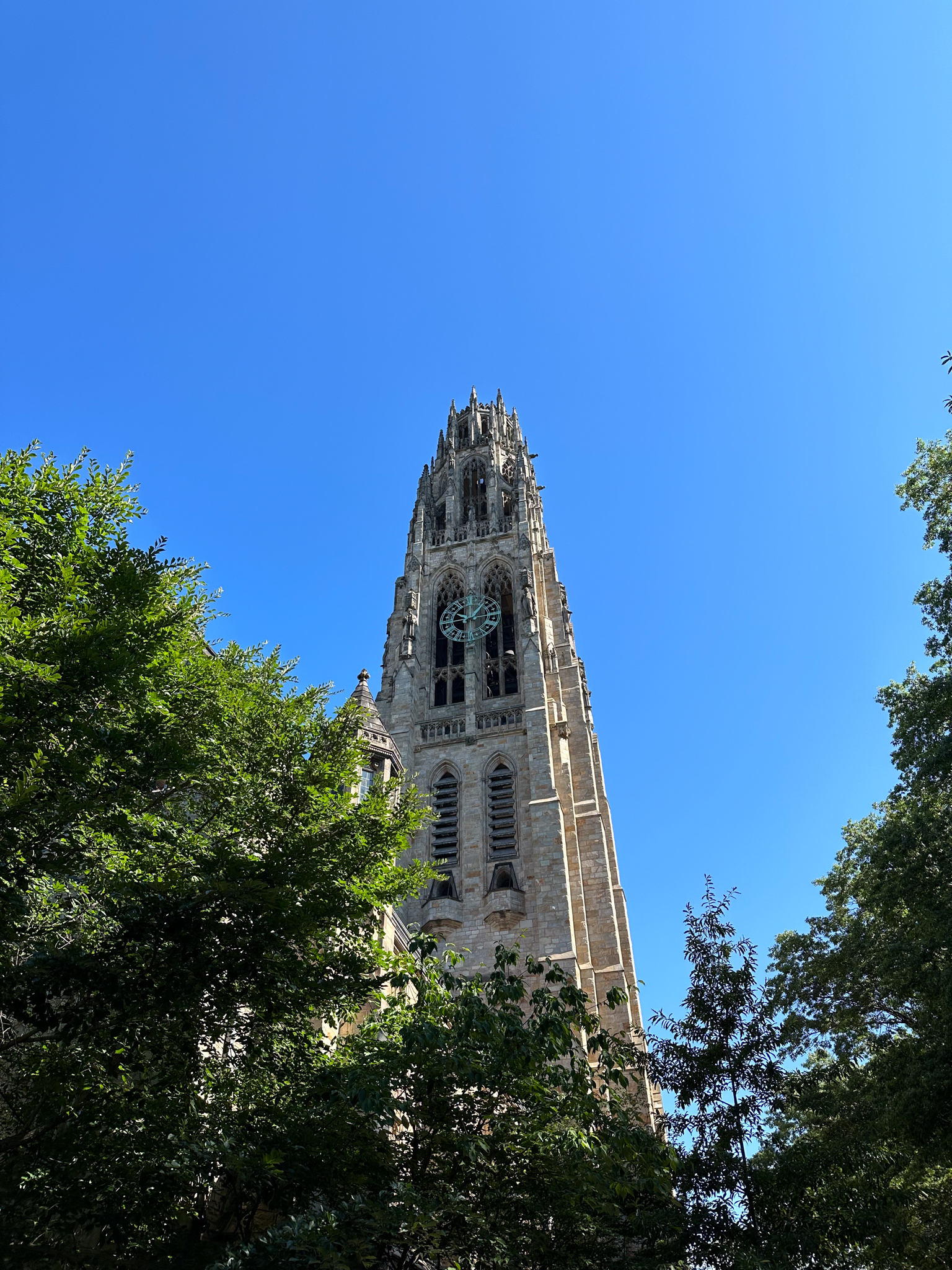
Harkness Tower

スコット・フィッツジェラルドの小説 『グレート・ギャッツビー』など文学作品では上流階級やエリートの象徴として描かれ、アイビーリーグの中でも伝統・格式を重んじる校風で知られる。2004年大統領選の主要候補6名の内、4名がイェール出身だった。ビル・クリントン元大統領、ジョージ・W・ブッシュ元大統領、ジョージ・H・W・ブッシュ元大統領、ヒラリー・クリントン前国務長官もイェール・ロー・スクール出身である。
また鐘楼のハークネスタワーを始め、イギリスのオックスフォード大学やケンブリッジ大学を模した石造のゴシック建築の建築が多いキャンパスとしても知られる。
大学の蔵書数は、1100万冊を超え、大学図書館としては世界第2位（1位はハーバード大学）。蔵書の約半数は、ゴシック様式の巨大なスターリング記念図書館（地上7階建てで各階が2層に分かれている）に収められている。壁面が大理石で覆われたバイネキー稀少本・原稿図書館には、グーテンベルク聖書はじめ数々の貴重な資料が所蔵されている。
幕末に来航したマシュー・ペリーの黒船に当大学関係者が随行して以来、東アジア研究が盛んであり、とりわけ朝河貫一が築いた日本研究は、現在も続いている。
2000年から理系学部の強化に10億ドル以上の投資をしており、2008年に新たに創設されたYale West Campusを通じての生物学の研究施設の拡張、2019年に完成予定の自然科学の総合研究施設の建設はじめ多数の研究施設を増設・近代化している。

1960年代からマクミラン国際地域研究センターが附属し、日本とも学術的な交流を深めている。卒業生から5000万ドルの寄付を受けて、センターには2010年から新コースを設置しており、国際問題の実務専門家を講師に招いている。

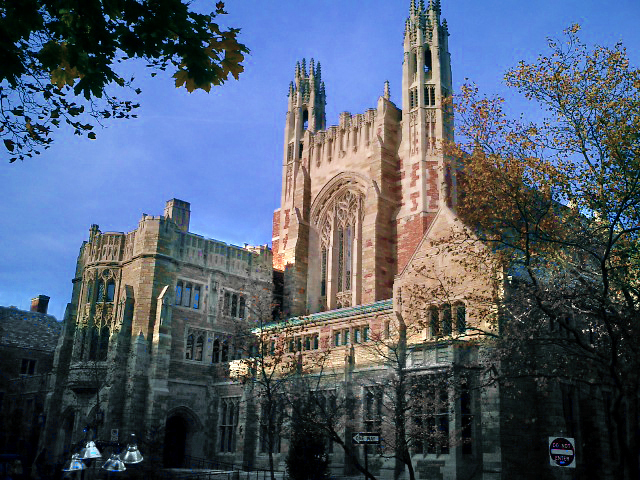
イェール・ロー・スクール（YLS）

閉鎖的な空気を象徴する存在として、アルフォンソ・タフトらにより結成された秘密クラブ「スカル・アンド・ボーンズ」が頻繁に引き合いに出される。イェールには格式の高いものからそうでないものまで多くの秘密結社的な学生団体が存在する。それらの大半は９０年代に入るまで女性の入会を禁じ、また会員は白人のみにほぼ限られていた。キャンパスに点在する窓のない建物の多くはそうした団体のものである。（参照「イェール大学の秘密団体一覧（英語版）」

## 大学ランキング
- THE世界大学ランキング：第10位（2024）[31]
- THE米国内大学ランキング ─ 第4位（2024）[31]
- USニュース国内大学ランキング ─ 第5位（2024）[32]
- USニュース学部ランキング：経済学部 ─ 第1位（2024）[32]
- QS世界大学ランキング ─ 第16位（2024）[33]

ロー・スクール（法科大学院）は『USニューズ&ワールド・レポート』では1990年のランキング開始以来、2023年まで毎年1位にランクされていた。

## イェール大学基金

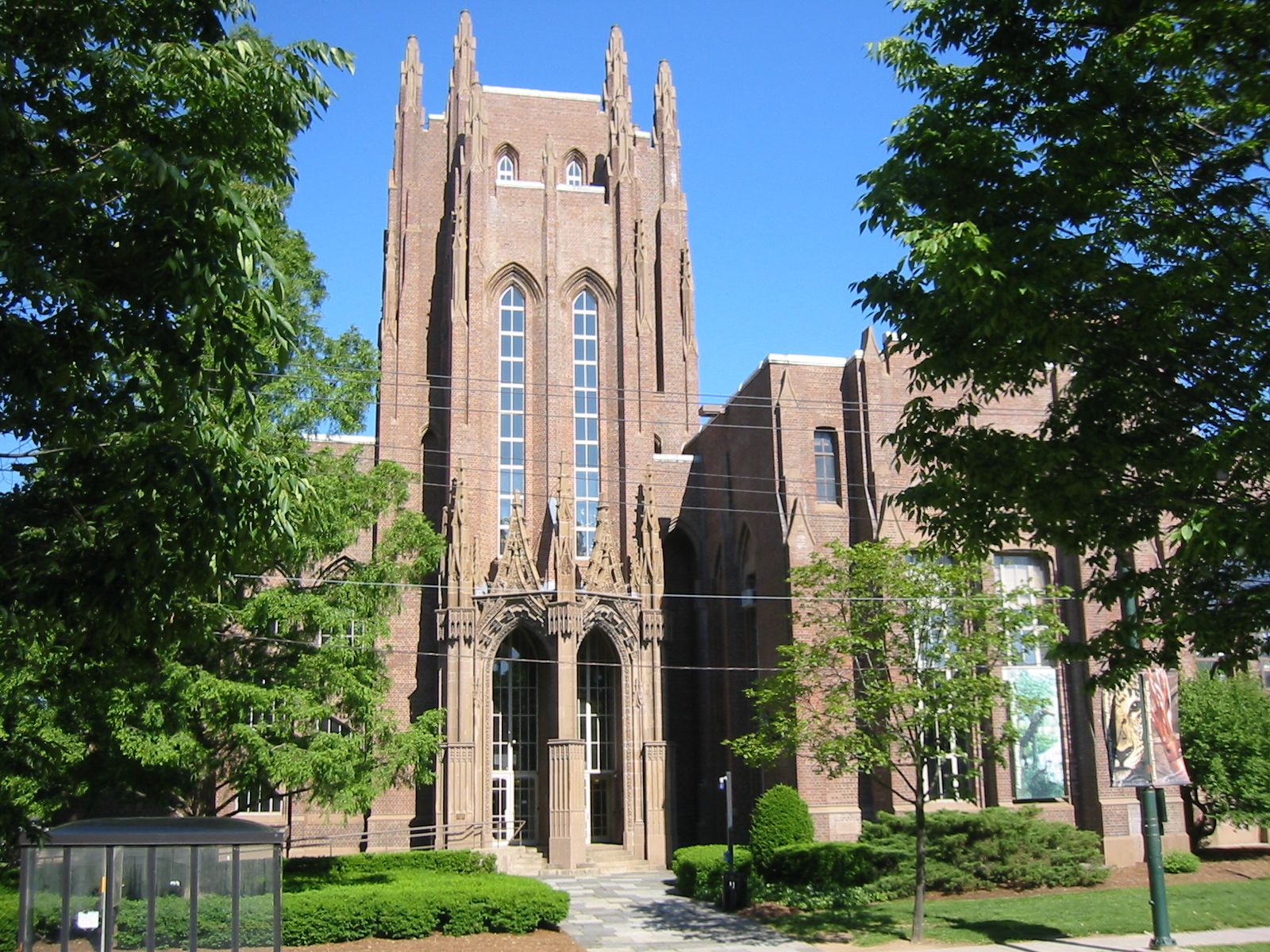
Yale Peabody Museum

2020年6月時点のイェール大学基金の総額は、312億ドル（約3.4兆円）である。この大学基金の発展にはデイビッド・スウェンセンの活躍が大きい。デイビッド・スウェンセンはイェール大学の卒業生であり、ノーベル経済学者のジェームズ・トービン教授の教え子であった。彼はイェール大学で経済学博士号を取得した後、ウォール街の金融機関に就職した。その後、大学時代の恩師のトービンから大学基金の資産運用の仕事を依頼され、1985年、デイビッド・スウェンセンは母校のイエール大学の資産運用の担当者に就任した。
その後、スウェンセンは基金の運用成績で毎年、好成績を残し、その運用実績は年平均で12.4%であった。その結果、イェール大学基金は当初の13億ドルから、2020年6月時点で312億ドルへと、約24倍に増加した。
2020年6月のイェール大学基金の投資運用先は、米国株…2.25%、海外株…11.75%、債券・現金…7.5%、ヘッジファンド…23.5%、レバレッジドバイアウト…17.5%、不動産…9.5%、ベンチャーキャピタル…23.5%、天然資源…4.5%である。

## 日本との関わり
（後述「日本出身者」の項も参照）
イェール大学と日本の関わりでは、明治から昭和にかけて活動した歴史学者の朝河貫一がしばしば言及される。朝河は勝海舟らの援助を受けて渡米し、ダートマス大学を経てイェール大学博士課程に進学。1907年からイェールに教員として迎えられ、のちに同大学初の日本人教授となった。専門は東西比較法制史だった。日米関係が悪化したのちもアメリカ政府の特別な保護を得て同大学にとどまり、開戦前にはルーズベルト大統領の天皇への書簡起草を手がけるなど国政にも関与した。現在でもイェール大学図書館が所有する膨大な日本書籍コレクションの基礎は、朝河が築いたものである。
朝河の伝統を受け継いで現在でもイェールには日本史学科があり、コロンビア大学やプリンストン大学と並んで北米における日本研究のひとつの拠点となっている。また東アジア言語文学学科では、戦前の日本映画の分析で知られたアーロン・ジェロー（英語版）などによってメディア研究も行われている。
ビジネス面では、世界各国の指導的立場にある若手を抜擢してイェール側の全額負担で招聘する「イェール・ワールド・フェロー」プログラムを2001年から継続しており、日本からも企業家などがときおり参加している。
また日本との古い関わりでは、吉田松陰がペリー来航時に密航をこころみたさいアメリカ側へ手渡した書簡が、当時乗船していた宣教師によって保管され、現在イェール大学の図書館に収められている。

## 事件・不祥事
入試スキャンダル
2019年、全米の名門大学を巻き込んだ大規模な不正入試スキャンダル（英語版）が明るみに出た。この事件では、入試コンサルタントを自称するウィリアム・リック・シンガーの非営利団体「The Key」に、富裕な親たちが多額の賄賂を支払い、実際に難関校へ入学を果たしていたことが明るみに出た。イェール大学では、女子サッカークラブのコーチだったルディ・メレディスが賄賂を受け取って、スポーツ経験のない女子学生らをスポーツ推薦枠で入学させていた。メレディスは、この事件に関連して総額86万ドル（約1億3000万円）を受け取っていたことが発覚し解雇された。大学側は事件後、スポーツ推薦枠による入試プロセス透明化、新たな審査基準の導入などの対策を発表している。
著名教授によるセクハラ事件
イェール大学ロースクール教授であるジェド・ルーベンフェルド（英語版）が、2018年に複数の女性学生からセクハラ行為で告発を受けた。 告発内容には、口頭によるセクハラ発言、同意なしに複数の女性学生の身体を触り、キスをしようとした、などが含まれていた。ルーベンフェルド教授は全米ベストセラーとなった『タイガー・マザー』の著者エイミー・チュアの配偶者だったことなどから、この事件は社会的に大きな注目を集めた。大学側は約2年間の調査の結果、2020年に停職2年（有給か無給かは非公表）、復帰後の学生との接触制限という処分を発表した。

## スポーツ
- アイビー・リーグのアメリカン・フットボール最終戦は、伝統的にハーバード対イェールであり、The Gameと呼ばれている。
- イェール大学のマスコットは、「ハンサム・ダン」という名のブルドッグである。アメリカンフットボールなどの大学のスポーツチームは、イェール・ブルドッグスをチーム名としている。

## 関連人物

### 出身者

#### 政治家・政府関係者
- ビル・クリントン - 第42代アメリカ合衆国大統領
- ヒラリー・クリントン - 上院議員（ニューヨーク州選出）、クリントン元大統領夫人。第67代国務長官
- ジョージ・H・W・ブッシュ - 国連大使、CIA長官、第41代アメリカ合衆国大統領等を歴任
- ジョージ・ウォーカー・ブッシュ - 第43代アメリカ合衆国大統領、史上初のMBA大統領。
- リチャード・チェイニー[注釈 1] - 第46代アメリカ合衆国副大統領、前国防長官
- プレスコット・ブッシュ - コネチカット州選出の上院議員、ジョージ・ウォーカー・ブッシュ大統領の祖父
- ジェラルド・R・フォード - 第38代アメリカ合衆国大統領、第40代副大統領
- ウィリアム・タフト - 第27代アメリカ合衆国大統領、第10代連邦最高裁判所長官
- ジョン・カルフーン - 第7代アメリカ合衆国副大統領
- ジョン・ネグロポンテ - 前駐イラク大使、元国連大使、国家情報長官（初代）、国務副長官
- ポーター・J・ゴス - 現CIA長官。現国家情報長官ジョン・ネグロポンテとは同期生
- ポール・ブレマー - 国務長官特別補佐官、駐オランダ大使、連合暫定施政当局(CPA)代表等を歴任
- サマンサ・パワー - 前国連大使、ハーバード大教授
- ジョン・アシュクロフト - 第79代アメリカ合衆国司法長官
- エドウィン・ミーズ（Edwin Meese） - 第75代アメリカ合衆国司法長官
- エドワード・レヴィ（Edward H. Levi） - 第71代アメリカ合衆国司法長官
- ロバート・ルービン - 第70代アメリカ合衆国財務長官、元ゴールドマンサックス共同会長
- オリヴァー・ウォルコット - 第2代アメリカ合衆国財務長官、コネチカット州知事
- サミュエル・アリート（Samuel Alito） - 現連邦高裁判事、ブッシュ大統領により連邦最高裁判事に指名
- バイロン・ホワイト（Byron White） - 連邦高裁判事
- クラレンス・トーマス（Clarence Thomas） - 連邦高裁判事
- ジョン・ボルトン - 元国家安全保障担当大統領補佐官
- ジョン・ダンフォース - 元国連大使
- ウィルバー・ロス - 第39代アメリカ合衆国商務長官
- ベン・カーソン - 医師、住宅都市開発長官
- ウィンスロップ・ロックフェラー - アメリカの政治家、実業家
- アーレン・スペクター - ペンシルベニア州選出の上院議員
- ジョン・チェイフィー - ニクソン政権で海軍長官等を歴任
- サイラス・ヴァンス - カーター政権の国務長官
- W・アヴェレル・ハリマン - 商務長官（トルーマン政権）、ニューヨーク州知事等を歴任
- ルツィウス・ヴィルトハーバー（Luzius Wildhaber） - 欧州人権裁判所初代長官
- ジョン・フォーブズ・ケリー - 2004年アメリカ大統領選民主党大統領候補、オバマ政権の国務長官
- ハワード・ディーン - 2004年アメリカ大統領選民主党予備選候補者
- ジョージ・パタキ - 元ニューヨーク州知事
- ピート・ウィルソン - 上院議員（カリフォルニア州選出）、カリフォルニア州知事等を歴任。現在はアーノルド・シュワルツェネッガーカリフォルニア州知事の私的な顧問
- ジョー・リーバーマン - 2000年アメリカ大統領選民主党副大統領候補
- エステス・キーフォーヴァー - アメリカの政治家。1956年の民主党副大統領候補
- カール・カルステンス - 旧西ドイツ第5代大統領
- エルネスト・セディージョ - 前メキシコ大統領
- 王寵恵 - 中華民国（台湾）の政治家・法学者。国際連盟常設国際司法裁判所判事、北京政府臨時国務総理、国民政府外交部長など。
- 王正廷 - 中華民国の政治家・外交官・法学者。国際連盟常設仲裁裁判所仲裁人、北京政府臨時国務総理、国民政府外交部長など。
- 梅汝璈 - 元中華民国立法委員、全国人民代表大会代表、東京裁判の中華民国代表判事
- コンニ・ジリアクス - イギリスの政治家。日本生まれ
- 林佳龍 - 中華民国の政治家。立法委員、前台中市長など、中華民国第27代交通部部長。
- 黄偉哲 - 中華民国の医学者、政治家。立法委員、第3代台南市長など
- 猪口邦子 - 日本国の政治家・国際政治学者。参議院議員、日本大学教授、上智大学名誉教授、内閣府特命担当大臣（少子化・男女共同参画）など。

#### 社会科学
- ローレンス・レッシグ - スタンフォード大学教授、インターネット社会研究所を設立
- ロバート・ダール - 政治学者、イェール大学名誉教授、元アメリカ政治学会会長
- リチャード・N・ルボウ - 国際政治学者。現ダートマス大学教授
- アーレンド・レイプハルト - オランダ出身の政治学者。カリフォルニア大学サンディエゴ校教授、アメリカ政治学会会長等を歴任。
- ロバート・パットナム - 政治学者、ハーバード大学教授
- ロバート・アクセルロッド - 政治学者、ミシガン大学教授
- ブルース・ラセット - 国際政治学者、イェール大学教授。
- ピーター・ダイアモンド- 経済学者、マサチューセッツ工科大学教授、ノーベル経済学賞受賞(2010年度)
- ウィリアム・ヴィックリー - 経済学者、コロンビア大学教授、ノーベル経済学賞受賞
- アーヴィング・フィッシャー - 経済学者、元イェール大学教授、物価指数の提唱者の一人であり、フィリップス曲線、無差別曲線等でも知られる。
- ジョージ・アカロフ - 経済学者、カリフォルニア大学バークレー校教授。ノーベル経済学賞共同受賞 (2001年度)
- エドモンド・フェルプス - 経済学者、コロンビア大学教授。ノーベル経済学賞単独受賞（2006年度）
- ポール・クルーグマン - 経済学者、プリンストン大学教授、ノーベル経済学賞単独受賞 (2008年度)
- 馬寅初 - 経済学者・教育者。北京大学校長。一人っ子政策の提唱者として知られる。

#### 自然科学
- ウィラード・ギブズ - 熱力学、統計力学を創始、ギブス自由エネルギーの提唱などで知られる。
- サミュエル・モールス - モールス信号発明
- グレース・ホッパー - COBOL開発者
- リー・デフォレスト - 真空管発明者
- ベンジャミン・スポック - 小児科医
- クロード・シャノン - 電気工学者、数学者。情報理論の先駆者。第1回京都賞受賞
- ラルス・オンサーガー - 熱力学分野における功績によりノーベル化学賞受賞
- ニール・E・ミラー - 心理学者、元イェール大学教授、元ロックフェラー大学名誉教授。バイオフィードバックで知られる
- ジョン・G・トンプソン - 有限群論の研究で知られる数学者、フロリダ大学名誉教授。
- ジョージ・H・ウィップル - 肝臓療法の開発によりノーベル生理学・医学賞受賞
- ハリー・ナイキスト - 物理学者
- トマス・A・スタイツ - リボソームの構造と機能に関する研究の功績により2009年ノーベル化学賞受賞
- ブライアン・コビルカ - 2012年ノーベル化学賞受賞
- ジョン・フェン - 2002年ノーベル化学賞受賞
- ロナルド・リベスト - RSA暗号、MD5等を開発。チューリング賞受賞
- マレー・ゲルマン - クォークを提唱、また、サンタフェ研究所を創設。ノーベル物理学賞受賞、現カリフォルニア工科大学教授。
- アルフレッド・ギルマン - Gタンパク質に関する発見によりノーベル生理学・医学賞受賞、現テキサス大学教授。
- レイモンド・デイビス - 小柴昌俊東京大学特別栄誉教授とともに、ノーベル物理学賞受賞。ブルックヘブン国立研究所に所属。
- ハワード・ジョージ - 大統一理論で知られる。現ハーバード大学教授
- ハーヴェイ・ウィリアムス・クッシング - クッシング症候群で知られる外科医。脳神経外科学のパイオニアの一人。
- ジェームズ・ロスマン - 2013年ノーベル生理学・医学賞受賞、イェール大学教授
- エリック・ヴィーシャウス - 発生生物学者。初期胚発生の遺伝的制御に関する発見により、ノーベル生理学・医学賞受賞、現プリンストン大学教授。
- ジョシュア・レダーバーグ - 分子生物学者。微生物の遺伝子の構造と機能の研究により1958年度のノーベル生理学・医学賞を受賞。元ウィスコンシン大学マディソン校教授。

#### 人文学
- リチャード・ローティー - 哲学者、現スタンフォード大学教授。著書『哲学と自然の鏡』等で知られる。
- ジョナサン・エドワーズ - キリスト教神学者、プリンストン大学第3代学長
- ラインホルド・ニーバー - キリスト教神学者の一人。現代アメリカの政治・外交政策に大きな影響を与え続けている。
- ヘルムート・リチャード・ニーバー - キリスト教神学者、元イェール大学名誉教授。ラインホルド・ニーバーの弟。20世紀のキリスト教学界で指導的役割を果たした。
- スタンレー・ハワーワス - キリスト教神学者、倫理学者。現デューク大学教授
- ナオミ・ウルフ - 作家、フェミニスト
- ポール・クルーグマン - 2008年ノーベル経済学賞受賞
- カミール・パーリア（カミーユ・パリア） - 社会学者、フェミニスト
- ソーントン・ワイルダー - 劇作家、小説家、ピューリッツァー賞受賞。後にハーバード大学教授
- ハイラム・ビンガム - 歴史家、探検家、マチュ・ピチュ遺跡発見者。コネチカット州知事、上院議員等を歴任
- ピーター・サロヴェイ - EQの提唱者。イェール大学教授
- ジョナサン・ディキンソン - プリンストン大学創設者
- アンドルー・ホワイト - コーネル大学初代学長
- ダニエル・ギルマン - ジョンズ・ホプキンス大学初代学長
- ウィリアム・ハーパー - シカゴ大学初代学長
- ロバート・シラー - 2013年ノーベル経済学賞受賞
- トーマス・ホプキンズ・ギャローデット - 牧師。アメリカ合衆国初の公立聾学校、コネティカット聾唖教育指導施設（アメリカ聾学校の前身）を創立
- ヘレン・パーカースト - アメリカの教育者、著述家、ドルトン・プラン（the Dalton plan）の提唱者
- イザイア・ボウマン - 地理学者。外交問題評議会理事などを歴任、イェール大学でも教鞭を執る。
- ウィリアム・フレドリック・プール - 司書、アメリカ図書館協会会長

#### 文学・ジャーナリズム
- ボブ・ウッドワード - ジャーナリスト、ピューリッツァー賞受賞（2度）、ウォーターゲート事件を報道。
- ジョン・ハーシー - ジャーナリスト、小説家。原爆投下直後の広島での取材をまとめたルポ「ヒロシマ」で知られる。
- ギャリー・トゥルードー - 漫画家として初めてピューリッツァー賞受賞。
- アンダーソン・クーパー - ジャーナリスト、ラリー・キングと共にCNNの二大看板を背負う。
- ヘンリー・ルース - 『タイム』雑誌の創刊者。
- シンクレア・ルイス - 作家、批評家、ノーベル文学賞受賞。
- ウェンディ・ワッサースタイン - 劇作家
- ハロルド・ブルーム - 文芸評論家
- メリー・コルヴィン - サンデー・タイムズ記者。2012年、シリアにおいて取材中に死亡。

#### 芸術・音楽・芸能
- ヴィンセント・スカーリー - 建築史家。美術史科教授
- マーク・ロスコ - ロシア出身の画家
- マシュー・バーニー - インスターレーション・アーティスト
- ジョセフ・アルバース - 抽象画家
- コール・ポーター - 作曲家
- ジャン・ワン - 中国出身のチェリスト
- エーロ・サーリネン - 建築家
- ロバート・スターン - 建築家。コロンビア大学建築学部長。
- スタンリー・タイガーマン - 建築家
- チャールズ・グワスミー - 建築家
- マヤ・リン - 建築家
- ジョージ・ネルソン - 建築家
- デイヴィッド・チャイルズ（英語版） - 建築家
- アンドレス・デュアニー - 建築家
- リチャード・ロジャース - 建築家、プリツカー賞受賞
- ノーマン・フォスター - 建築家、プリツカー賞受賞
- チャック・クローズ - 画家
- エヴァ・ヘス - ドイツ出身の彫刻家
- チャールズ・アイヴズ - 前衛作曲家
- トッド・ソロンズ - 映画監督、脚本家
- ジョージ・ロイ・ヒル - 映画監督、アカデミー賞受賞
- マイケル・チミノ - 映画監督、アカデミー賞受賞
- エリア・カザン（中退） - 映画監督、アカデミー賞受賞（監督賞2度、名誉賞）
- ボリス・セイガル - 映画監督
- オリバー・ストーン（中退） - 映画監督、アカデミー賞受賞（監督賞2度、脚本賞）
- ポール・ニューマン - 俳優、アカデミー賞受賞
- ポール・ジアマッティ - 俳優、ゴールデングローブ賞受賞（2度）、7代目MLBコミッショナーであり、1977-1986に学長であったA・バートレット・ジアマッティの次男
- フランシス・マクドーマンド - 女優、アカデミー賞受賞
- メリル・ストリープ - 女優、アカデミー賞受賞
- ホリー・ハンター - 女優、アカデミー賞受賞
- ジェニファー・コネリー（中退） - 女優、アカデミー賞受賞
- ジョディ・フォスター - 女優、アカデミー賞受賞（2度）
- シガニー・ウィーバー - 女優、ゴールデングローブ賞 助演女優賞
- エドワード・ノートン - 俳優、映画デビュー作でアカデミー賞助演男優賞にノミネート、後に主演男優賞で再度ノミネート
- クレア・デインズ（中退） - 女優、ゴールデングローブ賞受賞
- ジョーダナ・ブリュースター - ブラジル出身の女優
- デイヴィッド・ドゥカヴニー - 俳優、『Xファイル』のモルダー捜査官役で知られる
- トニー・シャルーブ - 俳優、『名探偵モンク』でエミー賞（3度）、ゴールデングローブ賞受賞
- ジェニファー・ビールス - 女優
- カイル・クーパー - 映画タイトルデザイナー
- ジェリコ・イヴァネク - スロベニア出身の俳優

#### 実業
- フェイ・ヴィンセント - 第8代MLBコミッショナー
- フレデリック・スミス - フェデックス（フェデラル・エクスプレス社）を創立
- ホアン・トリップ - パンアメリカン航空創設者、CEO
- ハロルド・スタンレー - モルガン・スタンレー創設者
- セオ・エプスタイン - MLB球団シカゴ・カブスの編成部門統括責任者
- インドラ・ノーイ - インド出身、ペプシコ社会長兼最高経営責任者（CEO）
- セツ・ゴールドマン – Honest Tea（オーネスト・ティ） CEO
- アンドリュー K・ゴールデン – プリンストン大学投資会社プレジデント
- ジェーン・メンディーロ – ハーバード・マネジメント・カンパニー（ハーバード大学基金） CEO
- ダニエル・ウェイス – ハバフォード大学 学長
- サンドラ・ユリー – ケンブリッジ・アソシエイツ CEO
- ティモシー・ペリー・シュライバー - スペシャルオリンピックスCEO
- ティモシー・コリンズ – リップルウッド・ホールディングス 創業者・CEO
- マーサ・ブルックス – ノベリス 元社長・COO、ハーレーダビッドソン、ボンバルディア、Jabril 取締役
- ラスズロ・ボック – グーグル人事最高責任者
- ロジャー H. ブラウン – バークリー音楽大学 学長
- ニック・バルア - 実業家、物理学者、エン株式会社の創設者兼CEO[50]
- リチャード・カウフマン – リーバイス 会長
- ヘンリー・ルース - タイム誌を創刊
- ジャック・グリフィン – タイム社CEO
- スティーヴン・シュワルツマン - ブラックストーン・グループ創業者、現会長兼CEO
- トム・アッシェイム – ニューズウィーク 前CEO
- 張磊 – ヒルハウス・キャピタル・グループ創業者
- パット・ロバートソン - キリスト教テレビ伝道師、キリスト教連合、リージェント大学、CBN等の創設者としても知られる。
- チャールズ・エリス - 元全米公認証券アナリスト協会会長
- ダニエル・ヤーギン - アメリカ合衆国の経済アナリスト。ピューリッツァー賞受賞
- ミッチ・ケイパー - アメリカ合衆国のプログラマ、実業家。ロータスデベロップメント社を設立。また、 Lotus 1-2-3 を開発
- イーライ・ホイットニー - 綿繰り機を発明し、米国の初期産業発展に貢献
- ノア・ウェブスター - ウェブスター辞典を創刊
- ウィリアム・H・T・ブッシュ - 銀行家、投資家。第41代アメリカ合衆国大統領ジョージ・H・W・ブッシュの弟で第43代アメリカ合衆国大統領ジョージ・W・ブッシュの叔父
- スティーブン・シュワーツマン - 投資家、ブラックストーン・グループ会長、トランプ大統領政策委員長

#### スポーツ
- ヘンリー・スローカム - 全米テニス選手権（現在の全米オープンテニス）にて、1888年・1889年男子シングルス優勝
- フランク・ショーター - ミュンヘンオリンピック男子マラソンで金メダル（1972年）、モントリオールオリンピックで銀メダル（1976年）獲得
- ロン・ダーリング - 元メジャーリーガー（投手）1983年 - 1995年にニューヨーク・メッツ等で通算136勝をあげる。1985年にオールスター出場。1989年にゴールドグラブ賞受賞。
- エベン・バイヤーズ - 全米アマチュアゴルフ選手権にて、1906年優勝。実業家でもあった。
- サラ・ヒューズ - 2002年オリンピック金メダリスト（在学中）
- クレイグ・ブレスロウ - メジャーリーグベースボールの投手
- ライアン・ラバーンウェイ - メジャーリーグベースボールの捕手

### 日本出身者(生年順)
- 吉原重俊（大原令之助）- 日本人初のイェール大学留学生として政治・法律を学ぶ。大蔵小輔、日本銀行初代総裁[注釈 2]。
- 相馬永胤 - 専修学校（現・専修大学）創立者、初代学長。東京弁護士会副会長、判事、衆議院議員等を歴任。
- 田尻稲次郎 - 専修学校（現・専修大学）創立者の一人。大蔵総務長官、東京市長等を歴任。
- 山川健次郎 - 日本で最初の理学博士、元東京帝国大学理学部教授。東京帝国大学総長、明治専門学校（九州工業大学の前身）初代総裁、九州帝国大学初代総長、京都帝国大学総長、武蔵高等学校校長を歴任。
- 岡部長職 - 和泉岸和田藩第13代藩主で子爵、明治・大正期の政治家・外交官。
- 鳩山和夫 - 専修学校（現・専修大学）創立時の協力者。早稲田大学総長、衆議院議長、外務次官等を歴任。鳩山家初代当主。
- 箕作佳吉 - 箕作秋坪の三男で動物学者。東京帝国大学教授。
- 片山潜 - 共産主義運動指導者、ユニテリアン。日本共産党、アメリカ共産党、メキシコ共産党の結党に参画。日露戦争中の第二インターナショナル第6回大会では副議長に選出。元コミンテルン常任執行委員。
- 松方幸次郎 - 衆議院議員。川崎造船所初代社長。松方コレクションの収集で知られる。松方正義の三男。
- 斎藤隆夫 - 衆議院議員。二・二六事件後に軍部の政治介入を激しく非難（いわゆる「反軍演説」）して除名される。第二次大戦後、国務大臣・行政調査部総裁を歴任。
- 田中一貞 - イェール大学で修士号取得。慶應義塾教授（社会学講座の初代担当者）。
- 朝河貫一 - 歴史学者、イェール大学教授。第二次世界大戦において、日米開戦阻止のため尽力。日米の交戦中も講義を行うことができた。
- 柴田一能 - 慶應義塾創設者福澤諭吉に呼び出されて留学を勧められた。のちに慶應義塾大学教授、日蓮宗宗務総監等を歴任、また立正診療院を開設。
- 平山清次 - 天文学者、東京帝国大学教授。
- 松本亦太郎 - 心理学者、京都帝国大学教授、東京帝国大学教授、日本心理学会初代会長。日本に実験心理学を導入。
- 高城仙次郎 - アーヴィング・フィッシャーに師事し博士号取得。帰国後、慶應義塾大学教授。
- 大塚野百合 - 恵泉女学園大学名誉教授、英文学者、キリスト教文化・賛美歌研究家、キリスト教功労者。
- 佐藤和夫 - 経済学者、ラトガーズ大学名誉教授。
- 大内啓伍 - 民社党委員長、厚生大臣（第76・77代）。
- 浜田宏一 - 経済学者、東京大学教授を経てイェール大学教授、国際金融、法と経済学などで大きな貢献。内閣官房参与。
- 山崎正和 - 劇作家、大阪大学教授、紫綬褒章。
- 西安信 - 北海道工業大学学長、学校法人北海道尚志学園理事長。
- 野口悠紀雄 - 一橋大学名誉教授。ベストセラー『「超」整理法』の著者。
- 川口順子 - 外務大臣。
- 小松正之 - 農林水産省官僚。
- 加藤良三 - 駐米大使。12代プロ野球コミッショナー。
- 宮島昭夫 - 駐トルコ大使。
- 廣瀬直己 - 東京電力ホールディングス社長。
- 秌場準一 - 一橋大学名誉教授、国際法学会理事長。

- 日下部元雄 - 大蔵省官僚、世界銀行の副総裁、社会学者。
- 小川伸一 - 日本の軍事学者。防衛省防衛研究所研究部長。イェール大学Ph.D.（政治学）
- 大芝亮 - 一橋大学名誉教授、日本国際政治学会理事長。イェール大学Ph.D.（政治学）
- 小暮厚之 - 慶應義塾大学名誉教授。イェール大学Ph.D.（統計学）
- 西崎文子 - 東京大学大学院総合文化研究科教授。イェール大学Ph.D.（歴史学）
- 猪口邦子 - 上智大学法学部教授。2004年3月まで軍縮会議日本代表部全権大使、衆議院議員。
- 小塩隆士 - 一橋大学経済研究所教授。
- 平山健二郎 - 関西学院大学教授。
- 田村耕太郎 - 参議院議員。
- 増井禎夫 - 細胞周期の研究で知られる著名な細胞生物学者、トロント大学教授。
- 寺西重郎 - 一橋大学経済研究所長、一橋大学副学長等を歴任
- 藤原帰一 - 政治学者。東京大学大学院法学政治学研究科教授。
- 中丸友一郎 - JPモルガン主席日本エコノミスト。
- 上野拓朗 - 経営コンサルタント。エコノミスト。
- 川岸令和 - 早稲田大学法務研究科教授。イェール大学J.S.D.
- 宮川成雄 - 早稲田大学法務研究科教授。
- 宮澤節生 - カリフォルニア大学ヘイスティングス・ロー・スクール教授、アジア法社会学会会長、アジア犯罪学会会長。イェール大学社会学博士。
- 髙砂民宣 - 青山学院大学大学宗教主任及び、経営学部准教授。
- 吉川洋 - 東京大学経済学部教授。
- 柴田元幸 - 東京大学大学院人文社会系研究科教授。
- 加野忠 - ソロモン・ブラザーズ銀行日本代表。
- 齊藤栄吉 - 富山銀行頭取。
- 山口勝業 - イボットソン日本法人創立者・会長、早稲田大学大学院経営管理研究科教授。
- 浅子和美 - 日本の経済学者。一橋大学経済研究所教授。イェール大学Ph.D.（経済学）。
- 福田慎一 - 日本の経済学者。東京大学大学院経済学研究科教授。イェール大学Ph.D.（経済学）。
- 古倉義彦 - クレアモントキャピタルホールディング代表取締役。
- 塩路悦朗 - 経済学者。一橋大学教授。イェール大学Ph.D.（経済学）。
- 斎藤淳 - 日本の政治家。衆議院議員、イェール大学政治学科助教。イェール大学Ph.D.（政治学）。
- 阿部修人 - 日本の経済学者。一橋大学経済研究所教授。イェール大学Ph.D.（経済学）。
- 乾久美子 - 日本の建築家。乾久美子建築設計事務所主宰。横浜国立大学大学院Y-GSA教授。
- 新谷元嗣 - 日本の経済学者。東京大学大学院経済学研究科教授。イェール大学Ph.D.（経済学）。
- 下津克己 - 日本の経済学者。東京大学大学院経済学研究科教授。イェール大学Ph.D.（経済学）。
- 杉山悦子 - 日本の法学者。一橋大学大学院法学研究科教授。イェール大学LL.M.。
- 若井克俊 - 日本の経済学者。京都大学大学院経済学研究科教授。イェール大学Ph.D.（経済学）。
- 立川志の春 - 落語家。

その他にもノーベル賞受賞者、上院議員、連邦最高裁判所判事、実業家、大学教授等を含め著名人多数。

## その他関係者（イェール大学から学位を取得している者を除く）
- ジャック・デリダ - 哲学者（ポスト構造主義）
- パウル・ヒンデミット - 著名な作曲家
- ロバート・シラー - 経済学者、ノーベル経済学賞受賞（2013年）
- ミハイル・ロストフツェフ - ロシア出身の歴史家
- ワンガリ・マータイ - ノーベル平和賞受賞者
- エルンスト・カッシーラー - ドイツ出身のユダヤ系哲学者、思想史家。第二次大戦中の1941年以降イェール、コロンビア等で教鞭をとる。
- ポール・ケネディ - 国際関係論、軍事史、外交史の権威。著書『大国の興亡』は世界的ベストセラー
- ブノワ・マンデルブロ - 数学者、イェール大学名誉教授。フラクタル、マンデルブロ集合で知られる
- エルズワース・ハンティントン - 地理学者・経済学者。著書"Civilization and Climate"（日本語での訳書は『気候と文明』）で環境決定論（気候決定論）を展開した。
- ジョン・ルイス・ギャディス - 歴史学者、冷戦史研究の世界的権威
- エリク・H・エリクソン - 著名な発達心理学者、精神分析家。
- チャリング・クープマンス - ノーベル経済学賞受賞。イェール大学名誉教授
- ジョセフ・E・スティグリッツ- 経済学者、2001年にノーベル経済学賞受賞。イェール大学で教授に昇格。その後、スタンフォード大学等で教鞭をとる。現コロンビア大学教授。クリントン政権の大統領経済諮問委員会（CEA）委員長、世界銀行上級副総裁兼チーフエコノミスト等を歴任。
- ジェームス・トービン - トービンのq理論などで知られる。ノーベル経済学賞受賞
- エドワード・サイード - パレスチナ系アメリカ人の文学理論家、文学批評家、コロンビア大学教授
- エーリヒ・アウエルバッハ - 文献学者、比較文学研究者、文芸評論家。
- アーノルド・ウォルファーズ - 著名な国際政治学者。
- ジョン・スノー - 前アメリカ合衆国財務長官
- ポール・ド・マン - ジャック・デリダの影響下に脱構築文芸評論を確立
- アーネスティン・ウィーデンバック - 著名な看護学者
- エドワード・ローリー・タータム - 遺伝学者。ジョージ・ウェルズ・ビードルらとともに1958年度のノーベル生理学・医学賞を受賞
- クラーク・ハル - 心理学者。新行動主義を代表する学習理論家。
- スタンレー・ミルグラム - 心理学者。「アイヒマン実験」による権威の分析で知られる。51歳で急逝
- ポール・ウォルフォウィッツ - アメリカのユダヤ系政治家。ブッシュ大統領（ジュニア）の国防副長官。元世界銀行総裁
- ロナルド・ドゥウォーキン - 著名な法哲学者。現ニューヨーク大学教授。
- エリ・ヴィーゼル - ユダヤ人作家。ノーベル平和賞受賞、現ボストン大学教授
- 角谷静夫 - 数学者。元イェール大学名誉教授。「角谷の予想」、「角谷の不動点定理」（1941年）がよく知られている。後者は、「ブラウワーの不動点定理」を一般化したもので、新古典派経済学における市場の一般均衡、そしてゲームのナッシュ均衡の存在証明に利用された。
- 佐伯矩 - 日本における栄養学の創始者。特別研究員として在籍
- 柄谷行人 - 戦後の日本を代表する文芸評論家、哲学者。客員研究員として在籍。
- 加藤周一 - 日本の著名な評論家、作家。元ブリティッシュコロンビア大学教授。医学博士
- 松本重治 - ジャーナリスト。民間外交家。国際文化会館理事長。
- 高嶋ちさ子 - 音楽家
- 篠原一男 - 建築家。客員教授として在籍。
- 安藤忠雄 - 建築家、東京大学特別栄誉教授。客員教授として在籍。
- 郡裕美 - 建築家・空間芸術家、大阪工業大学教授。建築学科講師として在籍。
- ジョージ・ハウ - 建築家。大学の建築学部長を務めた。
- シーザー・ペリ - アルゼンチン出身の著名な建築家。大学の建築学部長を務めた。
- ポール・ルドルフ - 建築家。大学の建築学部長を務めた。
- チャールズ・ムーア - 建築家。大学の建築学部長を務めた。
- リチャード・マイヤー - 建築家。プリツカー賞受賞者。客員教授として在籍。
- ルイス・I・カーン - 建築家。客員教授として在籍。
- フランク・ゲーリー - 建築家。プリツカー賞受賞者。客員教授として在籍。
- ザハ・ハディッド - 建築家。プリツカー賞受賞者。客員教授として在籍。
- ピーター・アイゼンマン - 建築家。客員教授として在籍。
- 鈴木雅明 - 音楽学者。指揮者。チェンバロ奏者。オルガン奏者。バッハ・コレギウム・ジャパン音楽監督。東京芸大教授。教会音楽研究所客員教授として在籍。
- ロバート・キッパス - 体育学者、水泳監督[51]。
- 岩崎明子 - 免疫学者、医学者。
- 成田悠輔 - 経済学者、 イェール大学助教授、実業家。
- 伊神満 - 経済学者。
- 松本俊夫 (医学者、徳島大学名誉教授)